# قلعه آلا
قلعه آلا روستایی در دهستان خرازان بخش مرکزی شهرستان تفرش استان مرکزی ایران است.

## جمعیت
بر پایه سرشماری عمومی نفوس و مسکن در سال ۱۳۹۵ جمعیت این روستا ۴۱ نفر (۱۵خانوار) بوده‌است.